# Concours Eurovision de la chanson junior 2013
Be Creative
- Pays participants
- Pays ayant participé dans le passé, mais pas à l'édition 2013

Amsterdam 2012 Marsa 2014
La onzième édition du Concours Eurovision de la chanson junior a eu lieu le 30 novembre 2013 à Kiev en Ukraine. Le slogan de cette édition est Be Creative (en français Soyez créatifs).

À la suite de la victoire de Anastasiya Petryk, qui représentait l'année dernière l'Ukraine, c'est ce pays qui organise l'édition 2013 du concours. Le diffuseur a choisi pour ville hôte la capitale du pays Kiev.
Cette 11e édition du concours est remportée par la chanteuse Gaia Cauchi représentant Malte avec la chanson The Start qui obtient 130 points. L'Ukraine et la Biélorussie complètent le podium.

## Lieu
Le 17 avril 2013, la NTU et l'Union européenne de radio-télévision annoncent que le concours aura lieu dans la salle de concerts du Palais « Ukraine » de la ville de Kiev.

## Format

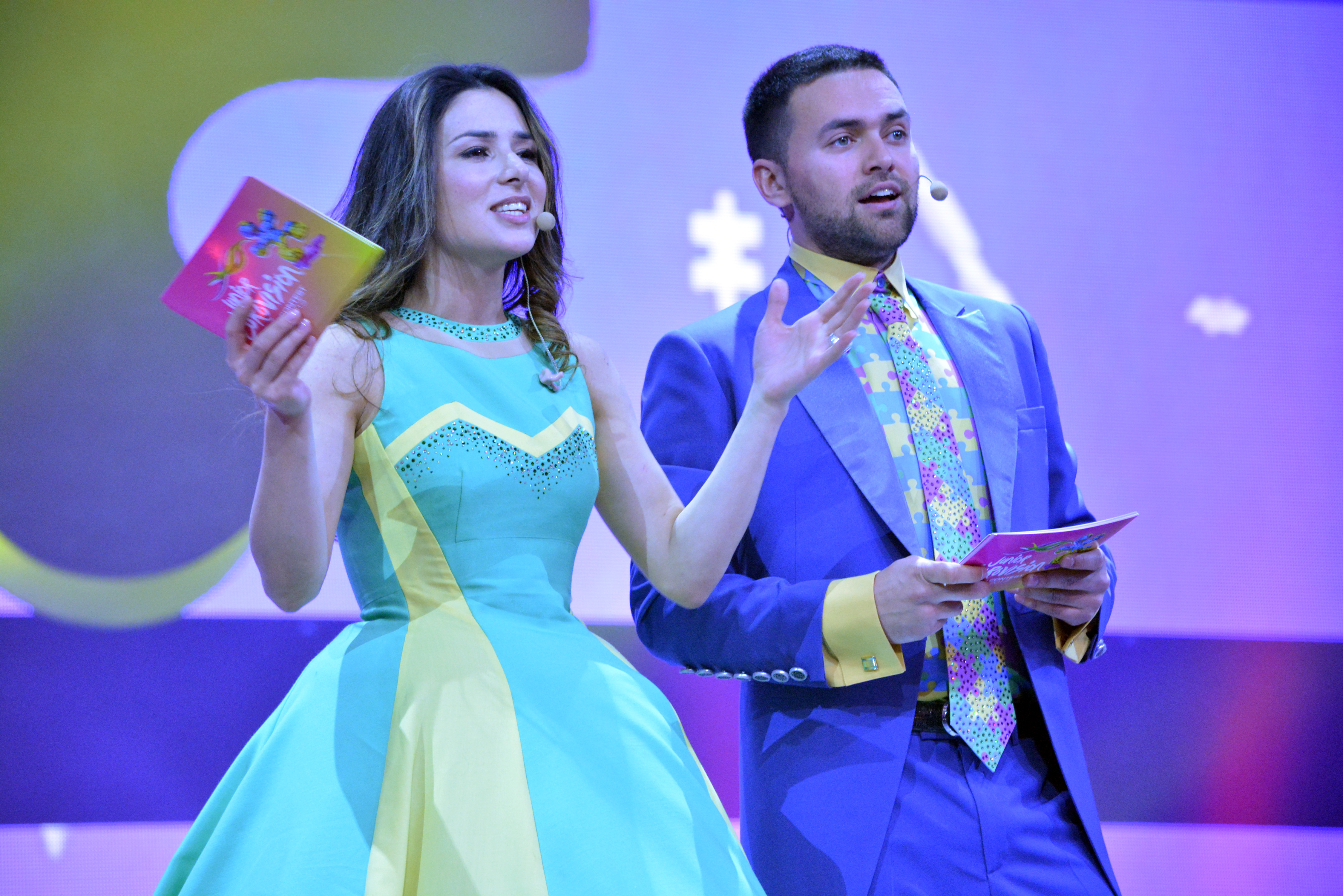
Zlata Ognevich et Timur Miroshnychenko, les deux présentateurs de cette 11e édition.

Le superviseur exécutif de l'organisation de l'Eurovision junior, Vladislav Yakovlev, a annoncé le 17 juillet 2013 que des changements seront visibles dans l'édition 2013. Le concours ne serait plus uniquement basé sur le vainqueur, il s'agit désormais de récompenser les trois premiers du classements dans la reconnaissance de futurs artistes. De plus, le gagnant de ce concours sera présent à la prochaine édition en 2014, sans pour autant connaître son rôle. 
Le 7 octobre 2013, le superviseur exécutif annonce la participation de treize pays pour cette édition, le nom du treizième devant être annoncé à la fin de ce même mois. Néanmoins, le nombre final de participants est de douze, Chypre s'étant retiré à la dernière minute.
Le tirage d'ordre de passage s'est déroulé le 25 novembre 2013 lors de la cérémonie d'ouverture du concours.

### Conception graphique
Le designeur Elias Ledakis, qui était responsable de la mise en scène du Concours Eurovision de la chanson 2006 à Athènes en Grèce, est annoncé le 7 octobre 2013 comme le créateur de la scène de cette édition de l'Eurovision Junior.

## Pays participants
| Ordre | Pays        | Artiste                | Chanson                         | Langue(s)            | Place | Points |
| ----- | ----------- | ---------------------- | ------------------------------- | -------------------- | ----- | ------ |
| 1     | Suède       | Elias Elffors Elfström | Det är dit vi ska               | suédois              | 9     | 46     |
| 2     | Azerbaïdjan | Rustam Karimov         | Me and My Guitar                | azéri, anglais       | 7     | 66     |
| 3     | Arménie     | Monica Avanesyan       | Choco-Fabric                    | arménien, anglais    | 6     | 69     |
| 4     | Saint-Marin | Michele Perniola       | O-o-O Sole intorno a me         | italien              | 10    | 42     |
| 5     | Macédoine   | Barbara Popovič        | Ohrid i muzika (Охрид и музика) | macédonien           | 12    | 19     |
| 6     | Ukraine H T | Sofia Tarassova        | We Are One                      | ukrainien, anglais   | 2     | 121    |
| 7     | Biélorussie | Ilia Volkov            | Poy so mnoy (Пой со мной)       | russe                | 3     | 108    |
| 8     | Moldavie    | Rafael Bobeica         | Cum să fim                      | roumain, anglais     | 11    | 41     |
| 9     | Géorgie     | The Smile Shop,        | Give Me Your Smile              | géorgien             | 5     | 91     |
| 10    | Pays-Bas    | Mylène et Rosanne      | Double Me                       | néerlandais, anglais | 8     | 59     |
| 11    | Malte       | Gaia Cauchi            | The Start                       | anglais              | 1     | 130    |
| 12    | Russie      | Dayana Kirillova       | Mechtay (Мечтай)                | russe                | 4     | 106    |

### Pays se retirant
- Albanie - Le 27 Septembre 2013, le chef de la délégation albanaise, Kleart Duraj informé ESCkaz.com que Radio Televizioni Shqiptar ( RTSH ) avait retiré après avoir fait les débuts dans le concours de chanson d'Eurovision junior 2012 en raison de ne pas trouver un acte approprié pour représenter la nation.
- Belgique - chaîne flamande Vlaamse Radio-en Televisieomroeporganisatie (VRT) propriétaire de chaîne pour enfants Ketnet, a annoncé qu'il ne participerait pas au concours 2013, et de se concentrer plutôt sur la création d'un nouveau spectacle de talent pour les jeunes artistes en Belgique.
- Israël -. Le 21 Octobre 2013, il a été annoncé par Esc + Plus qu'Israël ne prendrait pas part au concours 2013.

### Autres pays
- Bulgarie - Le diffuseur bulgare Télévision nationale bulgare (BNT) ont annoncé qu'ils ne reviendraient pas au concours en 2013. Cependant, ils planifient un retour à l'avenir.
- Chypre - Le diffuseur chypriote Cyprus Broadcasting Corporation (CyBC) étaient en discussions avec l'UER pour être le treizième pays à l'Eurovision junior, mais, après une réunion du conseil d'administration d'une invitation à participer a été refusée.
- Lettonie - Une annonce a été faite par le diffuseur letton Latvijas Televīzija (LTV): ils ne reviendraient pas au concours 2013.
- Norvège - Le diffuseur norvégien Norsk rikskringkasting (NRK) a confirmé sur compte Twitter JESC qu'ils ne reviendront pas au concours.
- Portugal - Le diffuseur portugais Rádio e Televisão de Portugal (RTP) ont annoncé qu'ils ne reviendront pas à concours en 2013, en raison de la réalisation des Petits Chanteurs de gala dans Figueira da Foz.
- Espagne - Yago Fandiño, directeur des programmes jeunesses de Radio Televisión Española a déclaré le 7 Septembre 2013 que TVE et la UER ont négocié son retour. Fardiño a expliqué que depuis l'UER a repensé le format du Concours Eurovision de la chanson junior, TVE allait vérifier si les initiatives font dans un format plus adapté pour le jeune public. Si c'est le cas, le pays aurait probablement retourné à la compétition. Ils espèrent retourner au concours en 2014.